# Enchelyurus brunneolus
Enchelyurus brunneolus är en fiskart som först beskrevs av Jenkins, 1903.  Enchelyurus brunneolus ingår i släktet Enchelyurus och familjen Blenniidae. Inga underarter finns listade i Catalogue of Life.